# Patan (Nepal)
Patan (Em sânscrito:पाटन, em língua bhasa: यल, Yala) é uma das principais cidades do Nepal, no sudoeste do vale de Catmandu, conhecida pelo seu rico património cultural. A cidade recebeu danos extensos de um terremoto em 25 abril 2015.

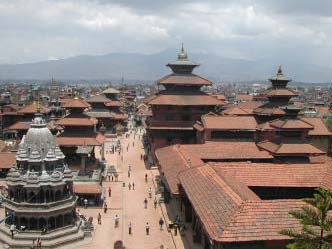
Vista da praça Durbar de Patan, classificada como Património da Humanidade pela UNESCO